# Peng Zhaoqin
Peng Zhaoqin (Canton, 8 maggio 1968) è una scacchista cinese naturalizzata olandese, Grande maestro.
Ottenne il titolo di Grande Maestro assoluto nel 2004, undicesima donna a raggiungere questo traguardo.
Raggiunse il massimo punteggio Elo in aprile del 2002, con 2.472 punti.
Dopo aver sposato un'olandese, vive dal 1996 in Olanda a Rotterdam.
Ha partecipato a dieci olimpiadi degli scacchi dal 1988 al 2008, quattro volte con la Cina e sei con l'Olanda. Ha vinto cinque medaglie, tra cui un oro individuale in terza scacchiera alle olimpiadi di Salonicco 1988.
Ha vinto tre volte (nel 1987, 1990 e 1993) il campionato cinese femminile, e quattordici volte il campionato olandese femminile (nel 1997, poi dodici volte consecutive dal 2000 al 2011, poi nel 2018).